# Sycophaga silvestrii
Sycophaga silvestrii är en stekelart som beskrevs av Grandi 1916. Sycophaga silvestrii ingår i släktet Sycophaga och familjen fikonsteklar.
Artens utbredningsområde är:
- Kamerun.
- Guinea.
- Elfenbenskusten.
- Senegal.

Inga underarter finns listade i Catalogue of Life.